# Lichtenreuth
Lichtenreuth ist ein neues Stadtquartier in Nürnberg, das auf dem Gelände des ehemaligen Bahnhofs Nürnberg Süd entsteht. Auf einer Fläche von 90 Hektar soll ein urbanes Quartier mit Wohnen, Arbeiten, Wissenschaft und Grünflächen entstehen. Auf 37 Hektar soll der Campus der Technischen Universität Nürnberg entwickelt werden.

## Lage und Anbindung
Das neue Quartier liegt südlich des Innenstadtrings und westlich des Volksparks Dutzendteich, im statistischen Bezirk 41 Rangierbahnhof. Verkehrlich angeschlossen ist der Stadtteil im Norden über die Ingolstädter Straße und im Osten über die Münchener Straße. Am südlichen und westlichen Eingang des Quartiers befinden sich die U-Bahn Haltestellen der U1 Bauernfeindstraße und Hasenbuck. Im Zuge der Entwicklung des Quartiers wurde der Ausbau des Nürnberger Straßenbahnnetzes mit Option bis zum Klinikum Süd beschlossen. Dabei erhält Lichtenreuth vier neue Straßenbahnhalte.

## Geschichte
Im Jahr 2004 unterzeichneten die Stadt Nürnberg und die Aurelis Real Estate GmbH & Co. KG eine Rahmenvereinbarung zur Entwicklung der Aurelis-Flächen. Für das Gebiet der Brunecker Straße wurde ein Gesamtkonzept mit einer Mischung aus Wohnnutzung, Dienstleistungen/Gewerbe und etwa einem Drittel Grünflächen festgelegt. In einer weiteren Vereinbarung zur städtebaulichen Entwicklung „Brunecker Straße“ wurde 2014 eine etappenweise Entwicklung auf Basis eines Stufenkonzepts des Büros Albert Speer & Partner (AS&P) sowie die Durchführung eines städtebaulichen Wettbewerbs beschlossen. Dieser Wettbewerb wurde 2015 abgeschlossen und dient als Rahmenplan für die Erstellung der Bebauungspläne.
Der Ortsname Lichtenreuth wurde 2014 vom Immobilienentwickler Aurelis zusammen mit einer Nürnberger Agentur gewählt. Der erste Teil Lichten- bezieht sich auf das nahegelegene ehemalige Dorf Lichtenhof und die bei mehreren umgebenden Stadtteilen vorkommende Endung -reuth steht für die vor dem Bau des Südbahnhofes durchgeführte Rodung des Lorenzer Reichswaldes.
Nachdem sich der Name in Bevölkerung verbreitete und nach einem Bevölkerungsaufruf am häufigsten genannt wurde, beschloss der Stadtrat am 21. Juli 2021 die Annahme dieses Namens.
Im November 2022 war Spatenstich für 249 geförderte Wohnungen, die zu Quadratmeterpreisen zwischen 5,50 und 7,50 Euro vermietet werden sollen. Im „Modul I“ sollen insgesamt 1500 Wohnungen entstehen. Zusammen mit „Modul II“ sollen einmal 6000 Menschen im neuen Quartier wohnen.

## Städtebaulicher und landschaftsplanerischer Wettbewerb Brunecker Straße (ehem. Südbahnhof)
Als Eigentümerin des Areals lobte die aurelis Real Estate GmbH & Co. KG Region Süd 2014 einen städtebaulichen und landschaftsplanerischen Ideen- und Planungswettbewerb im kooperativen Verfahren (Einladungswettbewerb) aus. Für den nichtoffenen Wettbewerb wurden zwölf Arbeiten eingereicht. Das Verfahren wurde von bgsm Architekten Stadtplaner betreut. Das Preisgericht setzte sich aus den folgenden Personen zusammen: Irene Burkhardt, Franz Pesch (Vorsitz), Zvonko Turkali, Daniel Ulrich (Planungs- und Baureferent der Stadt Nürnberg), Sophie Wolfrum, Benno Zanker, Ulrich Maly, Gerald Raschke, Michael Bengl, Stefan Wiegand, Kilian Sendner, Monika Krannich-Pöhler.
Das Wettbewerbsergebnis wurde im Mai 2015 veröffentlicht. Da die Qualität der Entwürfe nach Einschätzung der Jury generell hoch war, aber keine der Arbeiten einen vollständig überzeugenden Entwurfsansatz für die gestellte Aufgabe aufwies, beschloss das Preisgericht einstimmig die Bildung einer gleichrangigen Preisgruppe (2. Platz). Demnach wurden drei zweite Preise mit jeweils einem Preisgeld von 21.000 € vergeben:
- Astoc ARCHITECTS AND PLANNERS GmbH (Architektur, Stadtplanung / Städtebau) zusammen mit realgrün Landschaftsarchitekten (Landschaftsarchitektur) und BSV Büro für Stadt- und Verkehrsplanung Reinhold Baier GmbH (Verkehrsplanung)
- West 8 urban design & landscape architecture b.v. (Stadtplanung / Städtebau, Landschaftsarchitektur)
- Schellenberg + Bäumler Architekten GmbH (Architektur) zusammen mit adlerolesch GmbH (Landschaftsarchitektur)

Nach Empfehlung des Preisgerichts wurden die erfolgreichen Verfasser nach dem Wettbewerb mit einer vertiefenden Planung beauftragt. Die Überarbeitungskriterien wurden in Zusammenarbeit mit der Stadt Nürnberg und basierend auf den Beurteilungen des Preisgerichts festgelegt und den Planungsteams in einem Startkolloquium mitgeteilt. Am 30. Juli 2015 entschied ein Auswahlgremium, bestehend aus Mitgliedern des Preisgerichts, über die Ergebnisse der Überarbeitung und setzte einstimmig das Büro West 8 urban design & landscape architectures aus Rotterdam auf den ersten Platz. Das Gremium empfahl an den Auslober, das Büro West 8 mit der städtebaulichen Rahmenplanung für das Wettbewerbsgebiet zu beauftragen.

## Belege
1. 1 2 3  Neues Stadtquartier an der Brunecker Straße. Stadt Nürnberg, abgerufen am 22. September 2023.
2. ↑  Mit der Straßenbahn nach Lichtenreuth. Stadt Nürnberg, 21. Juni 2022, abgerufen am 22. September 2023.
3. 1 2 3  Stadtplanungsamt Nürnberg: Anlage: Kurzerläuterung zum Rahmenplan in den o.g. Varianten. Abgerufen am 5. Juni 2025.
4. ↑  André Fischer: Nürnberg-Lichtenreuth: Name für neuen Stadtteil steht fest. In: nordbayern.de. Verlag Nürnberger Presse, 19. Dezember 2014, abgerufen am 22. November 2023.
5. ↑  Hartmut Voigt: Statt "Lichtenreuth": Nürnberg sucht Namen für neues Stadtviertel. In: nordbayern.de. Verlag Nürnberger Presse, 25. Februar 2021, abgerufen am 22. November 2023.
6. ↑  Neuer Stadtteil erhält den Namen „Lichtenreuth“. Stadt Nürnberg, 21. Juli 2021, abgerufen am 22. November 2023.
7. 1 2  Michael Reiner: Nürnberg-Lichtenreuth: Spatenstich für 249 geförderte Wohnungen. Bayerischer Rundfunk, 11. November 2022, archiviert vom Original am 14. Mai 2023; abgerufen am 22. November 2023.
8. 1 2  o.A.: Brunecker Straße (ehem. Südbahnhof). In: competitionline. 13. Mai 2015, abgerufen am 1. Dezember 2023.